# Уриваєвська сільська рада
Урива́євська сільська рада (рос. Урываевский сельский совет) — сільське поселення у складі Панкрушихинського району Алтайського краю Росії.
Адміністративний центр — село Уриваєво.

## Населення
Населення — 701 особа (2019; 911 в 2010, 1221 у 2002).

## Склад
До складу сільської ради входять:
| Населений пункт  | Населення, осіб (2002) | Населення, осіб (2010) |
| ---------------- | ---------------------- | ---------------------- |
| Зоря, селище     | 79                     | 43                     |
| Зиково, село     | 427                    | 365                    |
| Уриваєво, село   | 610                    | 413                    |
| Уриваєво, селище | 105                    | 90                     |